# Анджеевский, Леон
Леон Анджеевский (пол. Leon Andrzejewski; 25 декабря 1910, Савин, Царство Польское — 18 января 1978, Варшава, ПНР), он же Леон Айзеф (пол. Leon Ajzef), он же Лайб Вольф Айзен (пол. Lajb Wolf Ajzen) — польский офицер коммунистической госбезопасности, начальник структурных подразделений RBP и МОБ. Один из главных организаторов подавления антикоммунистического вооружённого подполья.

## Коммунистический активист
Родился в семье еврейского коммерсанта. При рождении был получил имя Леон Айзеф (в еврейском произношении — Лайб Вольф Айзен). Окончил три класса начальной школы в Лодзи, систематического образования не получил. С юности проникся коммунистическими взглядами, в четырнадцатилетнем возрасте связался с коммунистической молодёжной организацией. В 1928, семнадцатилетним, вступил в КПП. На следующий год был арестован польскими властями за нелегальную коммунистическую деятельность и девять лет — до 1939, с коротким перерывом в 1934 — находился в тюрьме.
В сентября 1939 участвовал в обороне Варшавы от немецких войск. При немецкой оккупации перебрался на территории, присоединённые к СССР. Был функционером МОПР, занимал советские профсоюзные и хозяйственные посты. В 1943 — политработник Дивизии имени Костюшко. Преподавал в куйбышевской школе НКВД N 336, где готовились кадры для польских коммунистических спецслужб. Вёл практические курсы, обучал, в частности, методам допроса. Был единственным преподавателем польского происхождения. Состоял в штатном аппарате НКВД. Был членом коммунистической ППР.

## Офицер госбезопасности
21 июля 1944 был создан Польский комитет национального освобождения (ПКНО) — просоветское правительство Польши. В структуре ПКНО учредилось Ведомство общественной безопасности (RBP). Леон Айзеф в звании подполковника возглавил в RBP отдел охраны государства — подразделение физической защиты высших руководителей ППР и ПКНО. На основе отдела было сформировано существующее поныне Бюро охраны правительства. Был членом сформированного в ведомстве парткома ППР.
Впоследствии сын Леона Анджеевского рассказывал, что его отец сменил фамилию по личной рекомендации Сталина: для офицера госбезопасности было нежелательно подписывать документы Айзеф или Айзен — из-за созвучия с Азеф.
После преобразования RBP в Министерство общественной безопасности (МОБ) — начальник канцелярии министра Станислава Радкевича, руководитель отдела кадров, заместитель начальника IV (экономического) департамента, начальник III департамента (борьба с антикоммунистическим вооружённым подпольем; заместителем являлся Теодор Дуда). Преподавал в училище МОБ в Легионово. 
С 1948 по 1952 полковник Анджеевский, наряду с Юзефом Чаплицким и Генриком Вендровским, руководил Операцией Цезарь — сложным комплексом дезинформационных, дезинтеграционных и ликвидационных мероприятий, в результате которого была практически уничтожена подпольная структура WiN, оборваны связи подполья с британской и американской разведками. «Операция Цезарь» причисляется к самым эффективным акциям польской госбезопасности.
Идеологически и политически Леон Анджеевский был убеждённым сталинистом; во внутренних раскладах МОБ принадлежал к «еврейской группе» функционеров, ориентированной на Якуба Бермана.

## Перемещения и отставка
В 1954 МОБ было разделено на МВД и Комитет общественной безопасности (КОБ). Полковник Анджеевский служил в IV (экономика) I (разведка) департаментах КОБ. В 1956, при создании МВД, объединяющего гражданскую милицию и службу госбезопасности, был оставлен в штате центрального аппарата. Однако в ходе польской десталинизации Анджеевский оказался фактически отстранён от служебной практики.
С 1962 Леон Анджеевский назначен уполномоченным представителем по использованию атомной энергии при Совете министров ПНР. Его деятельность в этом качестве в открытых источниках практически не отражена и вызывает немало домыслов (вплоть до инсценировки смерти, побега в Бельгию с атомными секретами и последующего сотрудничества с НАТО). Никаких подтверждений эти версии не имеют, но по-своему отражают имидж Анджеевского.
Во время антисемитской кампании 1968 Леон Анджеевский вышел на пенсию. Он получал предложения эмигрировать, но отклонил их. Образно объяснял своё решение остаться: «Надо пить то пиво, которое сам сварил». Скончался спустя десятилетие в возрасте 67 лет.

## Семья и личность
Был женат на подруге детства Соне Ландау, известной под именем Кристина Живульская — польской писательнице еврейского происхождения, бывшей узнице Освенцима. В браке супруги имели трёх сыновей — родного Тадеуша, Яцека от первого брака жены и приёмного Мацея. По отзывам Тадеуша Анджеевского, его отец принадлежал к идейным коммунистам, «стыдился привилегий», был склонен к аскетизму — но при этом отмечает как само собой разумеющееся наличие виллы, автомашины, домработницы и санаторных путёвок в самые трудные послевоенные годы.
В 1968 сыновья Анджеевского покинули Польшу. Чрез Швецию они перебрались в ФРГ. Два года спустя к ним присоединилась Кристина Живульская. Леон Анджеевский иногда находил способы контактировать с семьёй. Симпатизирующие ему авторы писали о трудностях его жизни после отставки — печальном одиночестве, скромной квартире, украденной собаке, пренебрежительном безразличии властей. По отзывам сына, Анджеевский говорил, что «Народная Польша» оказалась «не похожа на ту, о которой мечталось». Антикоммунистические авторы рассматривают Анджеевского прежде всего как участника и организатора репрессий, «серого кардинала» госбезопасности, которому в конце жизни пришлось пережить гораздо меньшие тяготы, нежели людям, которых преследовали его подчинённые.